# 薩米特鎮區 (阿肯色州布恩縣)
薩米特鎮區（英語：Summit Township）是位於美國阿肯色州布恩縣的一個行政鎮區。

## 地方資料
根據2010年美國人口普查的數據，薩米特鎮區的面積為83.60平方千米，當中陸地面積為83.40平方千米，而水域面積為0.20平方千米。當地共有人口556人，而人口密度為每平方千米6人。